# Debora Vogel
Debora Vogel, Dvoyre Fogel (Burshtýn, Imperio austrohúngaro actual Ucrania, 4 de enero de 1900-Gueto de Leópolis,Lviv, agosto de 1942) fue una filósofa y poetisa polaca. Activa en círculos literarios yidis aunque no fuera su primera lengua, escribió también en polaco, alemán y hebreo.

## Biografía
Nació en Galitzia en una familia intelectual judía no practicante polacoparlante. Huyó con su familia a Viena en la Primera Guerra Mundial y más tarde se mudó a Lemberg, actual Leópolis, donde pasó la mayor parte de su vida. Tenía una hermana que falleció de niña; su madre Longa Vogel, de soltera Ehrenpreis, era directora de una escuela profesional judía y su padre Anshel Fogel era hebraísta y director de un orfanato en Leópolis.
Durante su etapa en el gymnasium, se unió al movimiento juvenil sionista Hashomer Hatzair.
Estudió arte en la Universidad de Leópolis, filosofía y psicología en la Universidad de Viena y se doctoró en literatura polaca en 1926 en la Universidad de Cracovia.
Tras sus estudios, viajó por Europa, visitó a su tío, el gran rabino de Estocolmo y más tarde estuvo en Berlín y París, donde conoció a Marc Chagall. Fue además muy amiga de Bruno Schulz, con el que mantuvo una relación epistolar importante.
En 1932 se casó con el arquitecto e ingeniero Brenblit, tuvieron un hijo Anshel en 1937.
Trabajó como profesora de psicología en la Universidad de Leópolis, y publicó para publicaciones como Sygnały